# Critérium du Dauphiné 2024
Das Critérium du Dauphiné 2024 war die 76. Austragung des französischen Etappenrennens. Das Radrennen fand vom 2. bis 9. Juni im Rahmen von acht Etappen statt und war Teil der UCI WorldTour 2024.
Die Rundfahrt überschnitt sich mit der Tour de Suisse 2024, die ebenfalls als wichtiges Vorbereitungsrennen für die Tour de France gilt.
Den Gesamtsieg sicherte sich der Primož Roglič (Bora-hansgrohe) der sich acht Sekunden vor Matteo Jorgenson (Team Visma-Lease a Bike) und 36 Sekunden vor Derek Gee (Israel-Premier Tech) durchsetzte. Neben zwei Etappensiegen gewann der Slowene auch die Punktewertung, verteidigte am letzten Etappentag die Gesamtführung jedoch knapp vor Matteo Jorgenson, der die Nachwuchswertung für sich entschied. In der Bergwertung setzte sich Lorenzo Fortunato (Astana Qazaqstan Team) durch, während sich das Team Bora-hansgrohe in der Mannschaftswertung durchsetzte.

## Streckenführung
Insgesamt legten die Fahrer in den acht Etappen 1187,6 Kilometer zurück. Es stehen drei hügelige Etappen, vier Bergankünfte und ein flaches Einzelzeitfahren auf dem Programm. Die Rundfahrt begann im Département Allier mit einem hügeligen Rundkurs um Saint-Pourçain-sur-Sioule. Bereits am zweiten Etappentag fand die erste Bergankunft in den Monts du Forez auf dem 1255 Meter hohen Col de la Loge statt. Auch am dritten Tag blieben die Fahrer im Zentralmassiv und fuhren von Celles-sur-Durolle nach Les Estables, wo sich das Ziel am Ende einer kurzen, flachen Steigung befand. Im Anschluss folgte das 34,4 Kilometer lange Einzelzeitfahren, ehe es tags drauf in Richtung Osten ging. Die Strecke führte über die Rhone, ehe das Ziel in Saint-Priest im Süden von Lyon erreicht wurde. Die letzten drei Etappen endeten mit Bergankünften in den Alpen. Diese fanden in Le Collet d’Allevard, Samoëns 1600, und auf dem Plateau des Glières statt. Den höchsten Punkt der Rundfahrt stellte der Col des Saisies (1661 m) dar, der auf der 7. Etappe überquert wurde.
| Etappe         | Datum            | Strecke                                               | Typ                 | km     |
| -------------- | ---------------- | ----------------------------------------------------- | ------------------- | ------ |
| 1              | So, 2. Juni 2024 | Saint-Pourçain-sur-Sioule – Saint-Pourçain-sur-Sioule | Mittelgebirgsetappe | 172,5  |
| 2              | Mo, 3. Juni 2024 | Gannat – Col de la Loge                               | Hochgebirgsetappe   | 142    |
| 3              | Di, 4. Juni 2024 | Celles-sur-Durolle – Les Estables                     | Mittelgebirgsetappe | 181,7  |
| 4              | Mi, 5. Juni 2024 | Saint-Germain-Laval – Neulise                         | Einzelzeitfahren    | 34,4   |
| 5              | Do, 6. Juni 2024 | Amplepuis – Saint-Priest                              | Mittelgebirgsetappe | 167    |
| 6              | Fr, 7. Juni 2024 | Hauterives – Le Collet d'Allevard                     | Hochgebirgsetappe   | 174,1  |
| 7              | Sa, 8. Juni 2024 | Albertville – Samoëns 1600                            | Hochgebirgsetappe   | 155,3  |
| 8              | So, 9. Juni 2024 | Thônes – Plateau des Glières                          | Hochgebirgsetappe   | 160,6  |
| Gesamtdistanz: | Gesamtdistanz:   | Gesamtdistanz:                                        | Gesamtdistanz:      | 1187,6 |

## Reglement
Im Rahmen der 76. Auflage wurden Trikots für die Gesamtwertung (gelb), Punktewertung (grün), Bergwertung (blau mit weißen Punkten) und Nachwuchswertung (weiß) vergeben. Für die Teamwertung wurden die Zeiten der drei besten Fahrer pro Etappe zusammengezählt. Während den Etappen gab es die Möglichkeit, Zeitbonifikationen zu gewinnen, um sich in der Gesamtwertung zu verbessern. Die genaue Vergabe der Punkte für die Punkte- und Bergwertung wird in der folgenden Tabelle erklärt:
|               |                | 1. | 2. | 3. | 4. | 5. | 6. | 7. | 8. | 9. | 10. | Platz    |
| Punktewertung | Zielankunft    | 25 | 22 | 20 | 18 | 16 | 14 | 12 | 10 | 8  | 6   | Punkte   |
| Punktewertung | Zwischensprint | 10 | 6  | 4  |    |    |    |    |    |    |     | Punkte   |
| Bergwertung   | HC-Kategorie   | 15 | 12 | 10 | 8  | 6  | 5  | 4  | 3  | 2  | 1   | Punkte   |
| Bergwertung   | 1. Kategorie   | 10 | 8  | 6  | 4  | 2  | 1  |    |    |    |     | Punkte   |
| Bergwertung   | 2. Kategorie   | 5  | 3  | 2  | 1  |    |    |    |    |    |     | Punkte   |
| Bergwertung   | 3. Kategorie   | 2  | 1  |    |    |    |    |    |    |    |     | Punkte   |
| Bergwertung   | 4. Kategorie   | 1  |    |    |    |    |    |    |    |    |     | Punkte   |
| Bonussekunden | Zielankunft    | 10 | 6  | 4  |    |    |    |    |    |    |     | Sekunden |
| Bonussekunden | Zwischensprint | 3  | 2  | 1  |    |    |    |    |    |    |     | Sekunden |

## Teilnehmende Mannschaften und Fahrer
Neben den 18 UCI WorldTeams starten auch 4 UCI ProTeams bei der Rundfahrt. Für jedes Team waren sieben Fahrer startberechtigt.
Als Top-Favoriten galten Remco Evenepoel (Soudal Quick-Step) und Primož Roglič (Bora-hansgrohe), die beide nach ihren Stürzen bei der Baskenland-Rundfahrt ins Fahrerfeld zurückkehrten. Beide konnten mit Mikel Landa und Ilan Van Wilder (beide Soudal Quick-Step) bzw. Jai Hindley und Alexander Wlassow (beide Bora-hansgrohe) auf starke Helfer bauen, die gegebenenfalls selbst eine Top-Platzierung im Gesamtklassement einfahren konnten. Als weitere Mitfavoriten galten: Juan Ayuso (UAE Team Emirates), Sepp Kuss, Matteo Jorgenson (beide Visma-Lease a Bike), Carlos Rodríguez (Ineos Grenadiers), David Gaudu (Groupama-FDJ), Tao Geoghegan Hart, Giulio Ciccone (beide Lidl-Trek), Santiago Buitrago, Antonio Tiberi (beide Bahrain Victorious), Chris Harper (Team Jayco AlUla), Lorenzo Fortunato (Astana Qazaqstan Team) und Guillaume Martin (Cofidis).
Aufgrund des hügeligen Terrains starteten mit Mads Pedersen (Lidl-Trek), Sam Bennett (Decathlon AG2R La Mondiale), Hugo Page (Intermarché-Wanty), Iván García Cortina (Movistar Team) und Clément Venturini (Arkéa-B&B Hotels) nur wenige endschnelle Fahrer bei der 76. Austragung.
Im Einzelzeitfahren galt neben Remco Evenepoel und Primož Roglič auch Joshua Tarling (Ineos Greandiers) als Favorit.
| UCI WorldTeams | UCI WorldTeams                  | UCI WorldTeams | UCI WorldTeams        | UCI WorldTeams | UCI WorldTeams            | UCI ProTeams | UCI ProTeams           |
| -------------- | ------------------------------- | -------------- | --------------------- | -------------- | ------------------------- | ------------ | ---------------------- |
| ADC            | Alpecin-Deceuninck              | EFE            | EF Education-EasyPost | DFP            | Team dsm-firmenich PostNL | IPT          | Israel-Premier Tech    |
| ARK            | Arkéa-B&B Hotels                | GFC            | Groupama-FDJ          | JAY            | Team Jayco AlUla          | LDT          | Lotto Dstny            |
| AST            | Astana Qazaqstan Team           | IGD            | Ineos Grenadiers      | TVL            | Team Visma-Lease a Bike   | Q36          | Q36.5 Pro Cycling Team |
| TBV            | Bahrain Victorious              | IWA            | Intermarché-Wanty     | UAD            | UAE Team Emirates         | UXM          | Uno-X Mobility         |
| BOH            | Bora-Hansgrohe                  | LTK            | Lidl-Trek             |                |                           |              |                        |
| COF            | Cofidis                         | MOV            | Movistar Team         |                |                           |              |                        |
| DAT            | Decathlon AG2R La Mondiale Team | SOQ            | Soudal Quick-Step     |                |                           |              |                        |

## Rennverlauf und Ergebnisse
Die erste Etappe endete in einem Massensprint, den Mads Pedersen (Lidl-Trek) vor Sam Bennett (Decathlon AG2R La Mondiale) und Hugo Page (Intermarché-Wanty) gewann. Der Däne schlüpfte zudem als erster Fahrer ins Gelbe Trikot.
Auf der zweiten Etappe wurde mit Bruno Armirail (Decathlon AG2R La Mondiale) der letzte Ausreißer erst wenige Meter vor dem Ziel eingeholt. Im Sprint des stark dezimierten Hauptfelds setzte sich Magnus Cort Nielsen (Uno-X Mobility) auf dem Col de la Loge (1255 m) vor Primož Roglič (Bora-hansgrohe) und Matteo Jorgenson (Visma-Lease a Bike) durch. Der Däne übernahm zudem die Gesamtführung von seinem Landsmann Mads Pedersen, der im oberen Teil des Schlussanstiegs zurückfiel. Zu den Verlierern des Tages zählten auch Jai Hindley (Bora-hansgrohe), der 54 Sekunden einbüßte, und Antonio Tiberi (Bahrain Victorious), der rund eine Woche nach dem Giro d’Italia 2024 bereits früh zurückfiel.
Auch die dritte Etappe wurde im Sprint aus einem dezimierten Hauptfeld entschieden. Auf den letzten Metern fuhren Derek Gee (Israel-Premier Tech) und Romain Grégoire (Groupama-FDJ) einen kleinen Vorsprung von drei Sekunden heraus, wobei Ersterer die Etappe gewann und die Gesamtführung übernahm. Der dritte Platz ging an Lukas Nerurkar (EF Education-EasyPost). Primož Roglič kam in der frühen Rennphase zu Sturz, konnte das Rennen jedoch fortsetzen.
Das Einzelzeitfahren der vierten Etappe gewann der Belgier Remco Evenepoel (Soudal Quick-Step), der zugleich die Gesamtführung nahm. Der Zeitfahrweltmeister setzte sich 17 Sekunden vor Joshua Tarling (Ineos Grenadiers) und 39 Sekunden vor Primož Roglič durch. Alle weiteren Fahrer, wie auch der vierte Matteo Jorgenson verloren mehr als eine Minute. Juan Ayuso (UAE Team Emirates) und Tao Geoghegan Hart (Lidl-Trek) fuhren ebenfalls in die Top 10 und wiesen wie der elftplatzierte Carlos Rodríguez (Ineos Grenadiers) einen Rückstand von rund eineinhalb Minuten auf. Die beiden Bora-hansgrohe-Fahrer Alexander Wlassow und Jai Hindley, sowie Santiago Buitrago (Bahrain Victorious) verloren rund zwei Minuten. Auch das Soudal Quick-Step-Duo Mikel Landa und Ilan Van Wilder lagen mit rund zweieinhalb Minuten bereits weit zurück. Zu den Verlierern des Tages zählten Giulio Ciccone (Lidl-Trek) und Sepp Kuss (Visma-Lease a Bike), die mehr als drei Minuten verloren, und David Gaudu (Groupama-FDJ), der das Ziel mit einem Rückstand von mehr als vier Minuten erreichte. In der Gesamtwertung liegt Remco Evenepoel nun 33 Sekunden vor Primož Roglič und eine Minute und vier Sekunden vor Matteo Jorgenson. Derek Gee rutschte auf den vierten Gesamtrang ab.
Die fünfte Etappe wurde von einem Massensturz überschattet, der sich in der Abfahrt der Côte de Bel-Air rund 20 Kilometer vor dem Ziel ereignete. Neben Remco Evenepoel, Primož Roglič und Juan Ayuso kamen mehrere weitere Fahrer zu Sturz. Mit Steven Kruijswijk und Dylan van Baarle (beide Visma-Lease a Bike) mussten zwei bekannte Fahrer das Rennen aufgrund der Sturzfolgen aufgeben. Nach einer längeren Neutralisation fuhr das Fahrerfeld geschlossen ins Ziel. Es gab keinen Etappensieger und die Zeiten flossen nicht ins Gesamtklassement ein.
Die Bergankunft der sechsten Etappe auf dem Le Collet d'Allevard gewann Primož Roglič, der zugleich die Gesamtführung übernahm. Der Slowene setzte sich in einem langen Sprint vor Giulio Ciccone und seinem Teamkollegen Alexander Wlassow durch. Dahinter folgten Derek Gee, Matteo Jorgenson, Laurens De Plus und Carlos Rodríguez (beide Ineos Grenadiers) mit weniger als 30 Sekunden Rückstand. Remco Evenepoel erreichte das Ziel als Achter mit einem Rückstand von 42 Sekunden. In der Gesamtwertung lag Primož Roglič nun 19 Sekunden vor Remco Evenepoel. Matteo Jorgenson verteidigte seinen dritten Gesamtrang und wies einen Rückstand von 58 Sekunden auf. Mit Juan Ayuso ging nach seinem Sturz am Vortag nicht an den Start der sechsten Etappe.
Primož Roglič gewann auch die Bergankunft der siebten Etappe, wobei er sich diesmal im Sprint zeitgleich vor Matteo Jorgenson durchsetzte. Mit einem Rückstand von zwei Sekunden folgten Giulio Ciccone, Oier Lazkano (Movistar) und Derek Gee, ehe Carlos Rodríguez das Ziel als Sechster mit einem Rückstand von acht Sekunden erreichte. In der Gesamtwertung baute Primož Roglič seinen Vorsprung auf eine Minute und zwei Sekunden aus. Remco Evenepoel büßte mehr als eineinhalb Minuten ein und fiel auf den sechsten Gesamtrang zurück. Auf Platz zwei rückte der junge US-Amerikaner Matteo Jorgenson vor, der vor der letzten Etappe elf Sekunden vor Derek Gee lag.
Auf der achten und letzten Etappe konnte Primož Roglič im Schlussanstieg aufs Plateau des Glières dem Angriff von Carlos Rodríguez und Matteo Jorgenson nicht folgen. Die beiden fuhren im Anschluss einen größeren Vorsprung auf den Slowenen heraus, der schlussendlich als Sechster 48 Sekunden verlor und die Gesamtführung nur knapp verteidigte. Carlos Rodríguez gewann die Etappe zeitgleich vor Matteo Jorgenson, ehe Derek Gee das Ziel mit einem Rückstand von 15 Sekunden erreichte. Primož Roglič gewann die 76. Austragung des Critérium du Dauphiné, wobei sein Vorsprung schlussendlich nur acht Sekunden auf Matteo Jorgenson betrug. Derek Gee belegte den dritten Gesamtrang mit einem Rückstand von 36 Sekunden.

### Etappe 1: Saint-Pourçain-sur-Sioule – Saint-Pourçain-sur-Sioule (172,5 km)
Die erste Etappe startete und endete in Saint-Pourçain-sur-Sioule. Die Strecke führte zunächst in Richtung Süden nach Gannat, wobei zuvor bei Kilometer 17,5 mit der Côte de Jenzat (395 m) eine Bergwertung der 4. Kategorie abgenommen wurde. Im Anschluss drehte die Fahrtrichtung gen Westen und die Fahrer nahmen die Côte de Gannat (518 m) in Angriff, die nach 26,9 Kilometern überquert wurde und als Anstieg der 3. Kategorie klassifiziert worden war. Über Ébreuil ging es nun weiter nach Échassières, wo bei Kilometer 44,4 mit der Côte de Chouvigny (518 m) eine weitere Bergwertung der 3. Kategorie folgte. Nun drehte die Strecke gen Osten und die Fahrer passierten Charroux, ehe im nördlichen Chantelle nach 77,3 Kilometern der einzige Zwischensprint erfolgte. Die Bergwertungen gingen an Mark Donovan (Q36.5), während sich Mathis Le Berre (Arkéa-B&B Hotels) beim Zwischensprint die meisten Punkte sicherte. Die weiteren Zeitbonifikationen gingen an seinen Fluchtgefährten Mark Donovan und Casper Pedersen (dsm-firmenich PostNL), der sich im Hauptfeld durchsetzte. Über Le Theil ging es zurück zum Startort Saint-Pourçain-sur-Sioule. Hier erfolgte nach 113,7 Kilometern die erste Zieldurchfahrt. Die Fahrer gelangten nun auf einen 29,4 Kilometer langen Rundkurs, der im Finale zweimal befahren werden musste. Dieser verlief auf großteils flachen Straßen im Südwesten von Saint-Pourçain-sur-Sioule, wobei beim Château de Chareil-Cintrat eine kurze, nicht-kategorisierte Steigung befahren werden musste. Nachdem die beiden Ausreißer 16 Kilometer vor dem Ziel eingeholt worden waren, kam es auf der Route de Montmarault zu einem Massensprint.
| Platz | Fahrer              | Nation | Team                            | Zeit                   |
| ----- | ------------------- | ------ | ------------------------------- | ---------------------- |
| 01.   | Mads Pedersen       | DEN    | Lidl-Trek                       | 4:01:30 h (42,85 km/h) |
| 02.   | Sam Bennett         | IRL    | Decathlon AG2R La Mondiale Team | "                      |
| 03.   | Hugo Page           | FRA    | Intermarché-Wanty               | "                      |
| 04.   | Clément Venturini   | FRA    | Arkéa-B&B Hotels                | "                      |
| 05.   | Owain Doull         | GBR    | EF Education-EasyPost           | "                      |
| 06.   | Michele Gazzoli     | ITA    | Astana Qazaqstan Team           | "                      |
| 07.   | Iván García Cortina | ESP    | Movistar Team                   | "                      |
| 08.   | Fred Wright         | GBR    | Bahrain Victorious              | "                      |
| 09.   | Clément Russo       | FRA    | Groupama-FDJ                    | "                      |
| 10.   | Magnus Cort Nielsen | DEN    | Uno-X Mobility                  | "                      |

| Platz | Fahrer              | Nation | Team                            | Zeit       |
| ----- | ------------------- | ------ | ------------------------------- | ---------- |
| 01.   | Mads Pedersen       | DEN    | Lidl-Trek                       | 4:01:20 h  |
| 02.   | Sam Bennett         | IRL    | Decathlon AG2R La Mondiale Team | + 0:04 min |
| 03.   | Hugo Page           | FRA    | Intermarché-Wanty               | + 0:06 min |
| 04.   | Mathis Le Berre     | FRA    | Arkéa-B&B Hotels                | + 0:07 min |
| 05.   | Mark Donovan        | GBR    | Q36.5 Pro Cycling Team          | + 0:08 min |
| 06.   | Casper Pedersen     | DEN    | Team dsm-firmenich PostNL       | + 0:09 min |
| 07.   | Clément Venturini   | FRA    | Arkéa-B&B Hotels                | + 0:10 min |
| 08.   | Owain Doull         | GBR    | EF Education-EasyPost           | "          |
| 09.   | Michele Gazzoli     | ITA    | Astana Qazaqstan Team           | "          |
| 10.   | Iván García Cortina | ESP    | Movistar Team                   | "          |

### Etappe 2: Gannat – Col de la Loge (142 km)
Die zweite Etappe startete in Gannat und endete mit der ersten Bergankunft auf dem 1255 Meter hohen Col de la Loge. Auf den ersten rund 20 Kilometern führte die Strecke vorbei an Randan in Richtung Osten. Mit Mathis Le Berre (Arkéa-B&B Hotels), Filippo Conca (Q36.5), Xandro Meurisse (Alpecin-Deceuninck), Bruno Armirail (Decathlon AG2R La Mondiale) und Jonas Gregaard (Lotto Dstny) setzten sich fünf Fahrer vom Hauptfeld ab. Nach der Überquerung des Allier führte die Strecke in die Monts du Forez und die Straße begann allmählich anzusteigen. Von Châteldon aus ging es auf die Côte de Fagot (699 m), die kurz vor Palladuc nach 45,1 Kilometern erreicht wurde. Mathis Le Berre sicherte sich die meisten Punkte bei der Bergwertung der 3. Kategorie. Kurz darauf führte die Strecke von Chabreloche auf den Col Saint-Thomas (936 m), auf dem bei Kilometer 67,4 eine Bergwertung der 2. Kategorie abgenommen wurde. Erneut war es Mathis Le Berre, der die meisten Punkte holte. Bis Noirétable blieben die Fahrer nun auf einem Plateau, ehe eine lange, flache Abfahrt über Saint-Thurin nach Leigneux führte. In Saint-Thurin wurde zudem der einzige Zwischensprint nach 100,9 Kilometern ausgefahren, in dem sich Filippo Conca durchsetzte. Der Schlussanstieg auf den Col de la Loge erfolgte in drei Stufen und war insgesamt 28 Kilometer lang. Die ersten sieben Kilometer führten auf die Côte de Saint-Georges-en-Couzan (872 m), wo Matis Le Berre 17,6 Kilometer vor dem Ziel die Bergwertung der 2. Kategorie als Erster überquerte. Nach einem kurzen Flachstück begann die Straße in Chalmazel wieder anzusteigen. Im Anstieg des Col de la Croix de Ladret (1060 m) setzte sich Bruno Armirail von seinen Fluchtgefährten ab, die wenig später eingeholt wurden. Der Franzose holte sich 7,2 Kilometer vor dem Ziel die Bergwertung der 3. Kategorie, bevor die letzten Kilometer auf der D101 leicht ansteigend auf die Passhöhe des Col de la Loge führten. Nachdem Bruno Amirail als letzter Fahrer rund 200 Meter vor dem Ziel gestellt worden war, endete die Etappe in einem Sprint aus einem stark reduzierten Fahrerfeld.
| Platz | Fahrer              | Nation | Team                    | Zeit                   |
| ----- | ------------------- | ------ | ----------------------- | ---------------------- |
| 01.   | Magnus Cort Nielsen | DEN    | Uno-X Mobility          | 3:21:42 h (42,24 km/h) |
| 02.   | Primož Roglič       | SLO    | Bora-hansgrohe          | "                      |
| 03.   | Matteo Jorgenson    | USA    | Team Visma-Lease a Bike | "                      |
| 04.   | Giulio Ciccone      | ITA    | Lidl-Trek               | "                      |
| 05.   | Oier Lazkano        | ESP    | Movistar Team           | "                      |
| 06.   | Dylan Teuns         | BEL    | Israel-Premier Tech     | "                      |
| 07.   | Lukas Nerurkar      | GBR    | EF Education-EasyPost   | "                      |
| 08.   | Clément Champoussin | FRA    | Arkéa-B&B Hotels        | "                      |
| 09.   | Romain Grégoire     | FRA    | Groupama-FDJ            | "                      |
| 10.   | Guillaume Martin    | FRA    | Cofidis                 | "                      |

| Platz | Fahrer              | Nation | Team                            | Zeit       |
| ----- | ------------------- | ------ | ------------------------------- | ---------- |
| 01.   | Magnus Cort Nielsen | DEN    | Uno-X Mobility                  | 7:23:02 h  |
| 02.   | Primož Roglič       | SLO    | Bora-hansgrohe                  | + 0:04 min |
| 03.   | Matteo Jorgenson    | USA    | Team Visma-Lease a Bike         | + 0:06 min |
| 04.   | Bruno Armirail      | FRA    | Decathlon AG2R La Mondiale Team | + 0:08 min |
| 05.   | Clément Champoussin | FRA    | Arkéa-B&B Hotels                | + 0:10 min |
| 06.   | Derek Gee           | CAN    | Israel-Premier Tech             | "          |
| 07.   | Oier Lazkano        | ESP    | Movistar Team                   | "          |
| 08.   | Krists Neilands     | LAT    | Israel-Premier Tech             | "          |
| 09.   | Juan Ayuso          | ESP    | UAE Team Emirates               | "          |
| 10.   | Jack Haig           | AUS    | Bahrain Victorious              | "          |

### Etappe 3: Celles-sur-Durolle – Les Estables (181,7 km)
Die dritte Etappe führte von Celles-sur-Durolle über hügeliges Terrain nach Les Estables. Nach dem Start stieg die Straße auf der D323 kurzzeitig an, ehe es vom nicht-kategorisierten Col de Frissonnet bergab in Richtung Süden ging. Mit Nicolas Prodhomme (Decathlon AG2R La Mondiale), Harry Sweeny (EF Education-EasyPost) und Rémy Rochas (Groupama-FDJ) setzten sich drei Fahrer vom Hauptfeld ab. Nach 22,1 Kilometern wurde mit der Côte d’Augerolles (542 m) eine Bergwertung der 4. Kategorie überquert. Über Vertolaye und Ambert ging es nun weiter in Richtung Süden, bevor in Arlanc nach 75,8 Kilometern der erste Zwischensprint erfolgte. Nachdem er die erste Bergwertung gewonnen hatte, setzte sich Nicolas Prodhomme auch beim Zwischensprint vor Rémy Rochas und Harry Sweeny durch. Kurz darauf begann bei Dore-l’Église die Auffahrt auf die Côte de Saint-Victor-sur-Arlanc (977 m), die auf einer Länge von 3,1 Kilometern eine durchschnittliche Steigung von 9,4 % aufwies. Sie galt als Bergwertung der 2. Kategorie und wurde nach 87,6 Kilometern überquert. Während Rémy Rochas über die Kuppe führte, holte sich Mathis Le Berre (Arkéa-B&B Hotels) aus dem Peloton der verbliebenen Punkt. Auf einem Plateau ging es nun über Craponne-sur-Arzon, ehe die Abfahrt zum Ufer der Loire erfolgte. Diese wurde bei Retournac überquert und es begann der Anstieg der Côte de Retournac (695 m). Bei Kilometer 125 wurde hier eine Bergwertung der 3. Kategorie abgenommen, die Rémy Rochas als Erster überquerte. Die Straße stieg jedoch weiterhin stetig an und führte über Yssingeaux auf die sogenannte Côte de Valogeon (1198 m), deren höchster Punkt die Kreuzung aus D42 und D15 darstellte. Sie galt als Bergwertung der 4. Kategorie und wurde 34,6 Kilometer vor dem Ziel erreicht. Christopher Juul-Jensen (Jayco AlUla) nutzte den Anstieg um zu der Ausreißergruppe aufzuschließen, in der sich Nicolas Prodhomme die meisten Punkte sicherte. Die nächsten Kilometer wurden auf der D42, D26 und D500 absolviert, ehe die letzten rund 10 Kilometer von Freycenet-la-Tour leicht bergauf über La Vacheresse nach Les Estables führten. Im Ziel wurde auf einer Höhe von 1341 Metern eine weitere Bergwertung der 3. Kategorie abgenommen. Nachdem die Ausreißergruppe eingeholt worden war, kam es zu einem Sprint im stark reduzierten Hauptfeld.
| Platz | Fahrer              | Nation | Team                    | Zeit                   |
| ----- | ------------------- | ------ | ----------------------- | ---------------------- |
| 01.   | Derek Gee           | CAN    | Israel-Premier Tech     | 4:22:18 h (41,56 km/h) |
| 02.   | Romain Grégoire     | FRA    | Groupama-FDJ            | "                      |
| 03.   | Lukas Nerurkar      | GBR    | EF Education-EasyPost   | + 0:03 min             |
| 04.   | Giulio Ciccone      | ITA    | Lidl-Trek               | "                      |
| 05.   | Harold Tejada       | COL    | Astana Qazaqstan Team   | "                      |
| 06.   | Santiago Buitrago   | COL    | Bahrain Victorious      | "                      |
| 07.   | Alexander Wlassow   | RUS    | Bora-hansgrohe          | "                      |
| 08.   | Clément Champoussin | FRA    | Arkéa-B&B Hotels        | "                      |
| 09.   | Matteo Jorgenson    | USA    | Team Visma-Lease a Bike | "                      |
| 10.   | Primož Roglič       | SLO    | Bora-hansgrohe          | "                      |

| Platz | Fahrer              | Nation | Team                            | Zeit       |
| ----- | ------------------- | ------ | ------------------------------- | ---------- |
| 01.   | Derek Gee           | CAN    | Israel-Premier Tech             | 11:45:20 h |
| 02.   | Magnus Cort Nielsen | DEN    | Uno-X Mobility                  | + 0:03 min |
| 03.   | Romain Grégoire     | FRA    | Groupama-FDJ                    | + 0:04 min |
| 04.   | Primož Roglič       | SLO    | Bora-hansgrohe                  | + 0:07 min |
| 05.   | Matteo Jorgenson    | USA    | Team Visma-Lease a Bike         | + 0:09 min |
| 06.   | Lukas Nerurkar      | GBR    | EF Education-EasyPost           | "          |
| 07.   | Bruno Armirail      | FRA    | Decathlon AG2R La Mondiale Team | + 0:11 min |
| 08.   | Clément Champoussin | FRA    | Arkéa-B&B Hotels                | + 0:13 min |
| 09.   | Giulio Ciccone      | ITA    | Lidl-Trek                       | "          |
| 10.   | Carlos Rodríguez    | ESP    | Ineos Grenadiers                | "          |

### Etappe 4: Saint-Germain-Laval – Neulise (34,4 km)
Die vierte Etappe fand im Rahmen eines Einzelzeitfahrens statt und führte auf großteils flachen Straßen von Saint-Germain-Laval nach Neulise. Die erste Zwischenzeit wurde nach 10 Kilometern auf der D38 zwischen Pommiers-en-Forez und Saint-Georges-de-Baroille genommen. Kurz vor Pinay wurde die Loire überquert, ehe die Fahrer die zweite Zwischenzeit nach 24,9 Kilometern in Saint-Marcel-de-Félines erreichten. Die letzten Kilometer führten von Saint-Just-la-Pendue nach Neulise.
| Platz | Fahrer             | Nation | Team                            | Zeit                   |
| ----- | ------------------ | ------ | ------------------------------- | ---------------------- |
| 01.   | Remco Evenepoel    | BEL    | Soudal Quick-Step               | 0:41:49 h (49,35 km/h) |
| 02.   | Joshua Tarling     | GBR    | Ineos Grenadiers                | + 0:17 min             |
| 03.   | Primož Roglič      | SLO    | Bora-hansgrohe                  | + 0:39 min             |
| 04.   | Matteo Jorgenson   | USA    | Team Visma-Lease a Bike         | + 1:07 min             |
| 05.   | Oier Lazkano       | ESP    | Movistar Team                   | + 1:21 min             |
| 06.   | Derek Gee          | CAN    | Israel-Premier Tech             | + 1:24 min             |
| 07.   | Neilson Powless    | USA    | EF Education-EasyPost           | "                      |
| 08.   | Bruno Armirail     | FRA    | Decathlon AG2R La Mondiale Team | + 1:26 min             |
| 09.   | Juan Ayuso         | ESP    | UAE Team Emirates               | + 1:27 min             |
| 10.   | Tao Geoghegan Hart | GBR    | Lidl-Trek                       | + 1:38 min             |

| Platz | Fahrer             | Nation | Team                            | Zeit       |
| ----- | ------------------ | ------ | ------------------------------- | ---------- |
| 01.   | Remco Evenepoel    | BEL    | Soudal Quick-Step               | 12:27:22 h |
| 02.   | Primož Roglič      | SLO    | Bora-hansgrohe                  | + 0:33 min |
| 03.   | Matteo Jorgenson   | USA    | Team Visma-Lease a Bike         | + 1:04 min |
| 04.   | Derek Gee          | CAN    | Israel-Premier Tech             | + 1:11 min |
| 05.   | Oier Lazkano       | ESP    | Movistar Team                   | + 1:21 min |
| 06.   | Bruno Armirail     | FRA    | Decathlon AG2R La Mondiale Team | + 1:25 min |
| 07.   | Neilson Powless    | USA    | EF Education-EasyPost           | "          |
| 08.   | Juan Ayuso         | ESP    | UAE Team Emirates               | + 1:27 min |
| 09.   | Tao Geoghegan Hart | GBR    | Lidl-Trek                       | + 1:39 min |
| 10.   | Carlos Rodríguez   | ESP    | Ineos Grenadiers                | + 1:41 min |

### Etappe 5: Amplepuis – Saint-Priest (167 km)
Die fünfte Etappe startete in Amplepuis und führte über hügeliges Terrain nach Saint-Priest. Die ersten Kilometer, auf denen sich mit Mathis Le Berre (Arkéa-B&B Hotels), Tobias Bayer (Alpecin-Deceuninck) und Ådne Holter (Uno-X Mobility) vom Hauptfeld absetzten, führten über Saint-Symphorien-de-Lay nach Sainte-Colombe-sur-Gand, wo bei Kilometer 32,6 der einzige Zwischensprint erfolgte. Bei diesem sicherte sich Tobias Bayer die meisten Punkte und Zeitbonifikationen. Nun ging es bergauf nach Violay. Die Bergwertung wurde jedoch erst nach einem kurzen Plateau auf der Côte de Croix de Signy (784 m) genommen, die Kreuzung aus D4 und D38 darstellte. Nachdem hier eine Bergwertung der 4. Kategorie abgenommen worden war, ging es bergab nach Sainte-Foy-l’Argentière. Nun folgte ein Anstieg der 2. Kategorie, der auf die Côte de Duerne (807 m) führte und bei Kilometer 76,2 überquert wurde. Auf der weiteren Fahrt Richtung Westen wurden Saint-Martin-en-Haut und Mornant durchfahren und die Fahrer gelangten an das Ufer der Rhone. Bei Givors erfolgte über die D52 die Auffahrt zur Côte de Givors, die als Bergwertung der 3. Kategorie nach 111,5 Kilometern erreicht wurde. Nach der Bergwertung führte die Straße weiterhin bergauf, ehe die Abfahrt auf der D502 nach Vienne führte. Nun wurde die Rhone überquert und die Strecke führte großteils flach über Simandres und Corbas zum Zielort. 23 Kilometer vor dem Ziel wurde auf der D123 eine Bergwertung der 4. Kategorie abgenommen. Diese trug den Namen Côte de Bel-Air (339 m) und wies auf einer Länge von 1,8 Kilometern eine durchschnittliche Steigung von 5,1 % auf. Nachdem Mathis Le Berre auch die letzte Bergwertung für sich entschied und so seine Führung in der Bergwertung weiter ausbaute, kam es im Hauptfeld, in der vom Regen nassen Abfahrt, zu einem Massensturz, der eine Neutralisation des Rennens zur Folge hatte. Das Feld fuhr geschlossen ins Ziel und die Zeiten flossen nicht in die Gesamtwertung ein.

### Etappe 6: Hauterives – Le Collet d'Allevard (174,1 km)
Die sechste Etappe startete in Hauterives und führte in die Alpen, wo sie mit einer Bergankunft in Le Collet d'Allevard auf einer Höhe von 1422 Metern zu Ende ging. Nach einer kurzen nicht-kategorisierten Steigung führte die Strecke zur Côte de la Côte-Saint-André (501 m), die als Bergwertung der 4. Kategorie nach 31,6 Kilometern überquert wurde. Den einzigen Punkt sicherte sich Thibault Guernalec (Arkéa-B&B Hotels), der sich mit Romain Grégoire (Groupama-FDJ), Alessandro Fancellu (Q36.5), Magnus Cort Nielsen (Uno-X Mobility), Arjen Livyns (Lotto Dstny) und Mason Hollyman (Israel-Premier Tech) in der frühen Rennphase vom Hauptfeld absetzte. Über Montrevel und vorbei am Lac de Paladru ging es nach Les Échelles wo bei Kilometer 105,3 der Zwischensprint ausgefahren wird. Hier setzte sich Magnus Cort Nielsen vor Alessandro Fancellu und Romain Grégoire durch. Nun wurde der Col du Granier (1136 m) aus südlicher Richtung in Angriff genommen. Auf der Kuppe wurde bei Kilometer 129,4 eine Bergwertung der 2. Kategorie abgenommen, die Thibault Guernalec erneut als Erster überquerte. In der anschließenden Abfahrt, die nach Chapareillan führte, stürzten Thibault Guernalec und Mason Hollyman, wobei Letzterer ins Hauptfeld zurückfiel. Nachdem die Spitzengruppe kurzzeitig fehlgeleitet wurde, ging es über Pontcharra nach Allevard, wo der Schlussanstieg nach Le Collet d'Allevard begann. Dieser war 11,2 Kilometer lang und wies eine durchschnittliche Steigung von 8,1 % auf. Im Ziel wurde eine Bergwertung der 1. Kategorie abgenommen.
| Platz | Fahrer            | Nation | Team                    | Zeit                   |
| ----- | ----------------- | ------ | ----------------------- | ---------------------- |
| 01.   | Primož Roglič     | SLO    | Bora-hansgrohe          | 4:19:59 h (40,18 km/h) |
| 02.   | Giulio Ciccone    | ITA    | Lidl-Trek               | + 0:03 min             |
| 03.   | Alexander Wlassow | RUS    | Bora-hansgrohe          | + 0:11 min             |
| 04.   | Derek Gee         | CAN    | Israel-Premier Tech     | + 0:13 min             |
| 05.   | Matteo Jorgenson  | USA    | Team Visma-Lease a Bike | + 0:17 min             |
| 06.   | Laurens De Plus   | BEL    | Ineos Grenadiers        | + 0:22 min             |
| 07.   | Carlos Rodríguez  | ESP    | Ineos Grenadiers        | "                      |
| 08.   | Remco Evenepoel   | BEL    | Soudal Quick-Step       | + 0:42 min             |
| 09.   | Jack Haig         | AUS    | Bahrain Victorious      | + 0:50 min             |
| 10.   | Jai Hindley       | AUS    | Bora-hansgrohe          | + 0:53 min             |

| Platz | Fahrer            | Nation | Team                    | Zeit       |
| ----- | ----------------- | ------ | ----------------------- | ---------- |
| 01.   | Primož Roglič     | SLO    | Bora-hansgrohe          | 16:47:44 h |
| 02.   | Remco Evenepoel   | BEL    | Soudal Quick-Step       | + 0:19 min |
| 03.   | Matteo Jorgenson  | USA    | Team Visma-Lease a Bike | + 0:58 min |
| 04.   | Derek Gee         | CAN    | Israel-Premier Tech     | + 1:01 min |
| 05.   | Alexander Wlassow | RUS    | Bora-hansgrohe          | + 1:32 min |
| 06.   | Carlos Rodríguez  | ESP    | Ineos Grenadiers        | + 1:40 min |
| 07.   | Laurens De Plus   | BEL    | Ineos Grenadiers        | + 1:53 min |
| 08.   | Oier Lazkano      | ESP    | Movistar Team           | + 2:08 min |
| 09.   | Callum Scotson    | AUS    | Team Jayco AlUla        | + 2:15 min |
| 10.   | Jack Haig         | AUS    | Bahrain Victorious      | + 2:31 min |

### Etappe 7: Albertville – Samoëns 1600 (155,3 km)
Die siebte Etappe startete in Albertville und ging mit einer Bergankunft in Samoëns 1600 zu Ende. Unmittelbar nach dem Start begann die Straße zu steigen und führte über Beaufort und Hauteluce auf den Col des Saisies, der mit einer Höhe von 1661 Metern den höchsten Punkt der 76. Austragung darstellte. Die Passhöhe wurde nach 33,3 Kilometern erreicht, ehe es nach der Abfahrt, leicht bergauf nach Megève ging. Weiters führte die Strecke nach Sallanches, bevor die Côte d’Arâches (948 m) in Angriff genommen wurde. Diese galt ebenfalls als Bergwertung der 1. Kategorie und wurde nach 85,9 Kilometern erreicht. Im Anschluss ging es bergab nach Taninges und flach weiter nach Mieussy, das den Ausgangspunkt des Col de la Ramaz (1619 m) darstellte. Dieser 13,9 Kilometer lange Pass der 1. Kategorie wies eine durchschnittliche Steigung von 7,1 % auf und wurde 37,2 Kilometer vor dem Ziel passiert. Die nachfolgende Abfahrt führte zurück nach Taninges, ehe auf der D907 bei Les Millières 19,8 Kilometer vor dem Ziel der Zwischensprint ausgefahren wurde. Der Schlussanstieg begann in Samoëns und führte über 10 Kilometer zur Skistation Samoëns 1600. Dabei wies er eine durchschnittliche Steigung von 9,3 % auf. Im Ziel wurde auf einer Höhe von 1634 Metern eine Bergwertung der 1. Kategorie abgenommen.
| Platz | Fahrer            | Nation | Team                    | Zeit                  |
| ----- | ----------------- | ------ | ----------------------- | --------------------- |
| 01.   | Primož Roglič     | SLO    | Bora-hansgrohe          | 4:29:16 h (34,6 km/h) |
| 02.   | Matteo Jorgenson  | USA    | Team Visma-Lease a Bike | "                     |
| 03.   | Giulio Ciccone    | ITA    | Lidl-Trek               | + 0:02 min            |
| 04.   | Oier Lazkano      | ESP    | Movistar Team           | "                     |
| 05.   | Derek Gee         | CAN    | Israel-Premier Tech     | "                     |
| 06.   | Carlos Rodríguez  | ESP    | Ineos Grenadiers        | + 0:08 min            |
| 07.   | Santiago Buitrago | COL    | Bahrain Victorious      | + 0:14 min            |
| 08.   | Laurens De Plus   | BEL    | Ineos Grenadiers        | "                     |
| 09.   | Alexander Wlassow | RUS    | Bora-hansgrohe          | "                     |
| 10.   | Mikel Landa       | ESP    | Soudal Quick-Step       | + 0:33 min            |

| Platz | Fahrer            | Nation | Team                    | Zeit       |
| ----- | ----------------- | ------ | ----------------------- | ---------- |
| 01.   | Primož Roglič     | SLO    | Bora-hansgrohe          | 21:16:50 h |
| 02.   | Matteo Jorgenson  | USA    | Team Visma-Lease a Bike | + 1:02 min |
| 03.   | Derek Gee         | CAN    | Israel-Premier Tech     | + 1:13 min |
| 04.   | Alexander Wlassow | RUS    | Bora-hansgrohe          | + 1:56 min |
| 05.   | Carlos Rodríguez  | ESP    | Ineos Grenadiers        | + 1:58 min |
| 06.   | Remco Evenepoel   | BEL    | Soudal Quick-Step       | + 2:15 min |
| 07.   | Laurens De Plus   | BEL    | Ineos Grenadiers        | + 2:17 min |
| 08.   | Oier Lazkano      | ESP    | Movistar Team           | + 2:20 min |
| 09.   | Giulio Ciccone    | ITA    | Lidl-Trek               | + 2:54 min |
| 10.   | Mikel Landa       | ESP    | Soudal Quick-Step       | + 3:51 min |

### Etappe 8: Thônes – Plateau des Glières (160,6 km)
Die achte und letzte Etappe startete in Thônes und ging mit einer Bergankunft auf dem Plateau des Glières (1447 m) zu Ende. Kurz nach dem Start ging es aus nördlicher Richtung auf den Col de la Forclaz (1150 m). Die Passhöhe wurde bereits nach 14,2 Kilometern erreicht. Nachdem eine Bergwertung der 1. Kategorie abgenommen worden war, führte die anschließende Abfahrt nach Saint-Ferréol, wo die Auffahrt auf den Col des Esserieux (754 m) begann. Dieser stellte die ersten 4,2 Kilometer des Col du Marais dar und wurde nach 32,1 Kilometern erreicht. Nachdem eine Bergwertung der 3. Kategorie abgenommen worden war, führte die Strecke über den Col du Marais zurück nach Thônes, ehe es leicht ansteigend zum Zwischensprint nach Saint-Jean-de-Sixt ging. Dieser erfolgte nach 52,7 Kilometern. Nun führte die Strecke aus den Alpen nach Arenthon. Als vorletzter Anstieg wurde der Col de la Croisette aus nördlicher Richtung befahren. Bei Kilometer 103,1 wurde hier unter dem Namen La Salève eine Bergwertung der 1. Kategorie auf einer Höhe von 1307 Metern ausgefahren. Im Finale ging es von Cruseilles über eine kurze, nicht-kategorisierte Steigung nach Thorens-Glières, wo die Auffahrt auf das Plateau des Glières begann. Der 9,4 Kilometer lange Schlussanstieg wies auf einer Länge von 9,4 Kilometern eine durchschnittliche Steigung von 7,1 % auf, wobei die letzten 2,4 Kilometer beinahe flach zum Ziel führten. Im Ziel wurde eine Bergwertung der 1. Kategorie abgenommen.
| Platz | Fahrer            | Nation | Team                    | Zeit                   |
| ----- | ----------------- | ------ | ----------------------- | ---------------------- |
| 01.   | Carlos Rodríguez  | ESP    | Ineos Grenadiers        | 4:18:02 h (37,34 km/h) |
| 02.   | Matteo Jorgenson  | USA    | Team Visma-Lease a Bike | "                      |
| 03.   | Derek Gee         | CAN    | Israel-Premier Tech     | + 0:15 min             |
| 04.   | Laurens De Plus   | BEL    | Ineos Grenadiers        | + 0:35 min             |
| 05.   | Santiago Buitrago | COL    | Bahrain Victorious      | "                      |
| 06.   | Primož Roglič     | SLO    | Bora-hansgrohe          | + 0:48 min             |
| 07.   | Giulio Ciccone    | ITA    | Lidl-Trek               | "                      |
| 08.   | Remco Evenepoel   | BEL    | Soudal Quick-Step       | + 0:58 min             |
| 09.   | Alexander Wlassow | RUS    | Bora-hansgrohe          | "                      |
| 10.   | Mikel Landa       | ESP    | Soudal Quick-Step       | + 1:10 min             |

| Platz | Fahrer            | Nation | Team                    | Zeit       |
| ----- | ----------------- | ------ | ----------------------- | ---------- |
| 01.   | Primož Roglič     | SLO    | Bora-hansgrohe          | 25:35:40 h |
| 02.   | Matteo Jorgenson  | USA    | Team Visma-Lease a Bike | + 0:08 min |
| 03.   | Derek Gee         | CAN    | Israel-Premier Tech     | + 0:36 min |
| 04.   | Carlos Rodríguez  | ESP    | Ineos Grenadiers        | + 1:00 min |
| 05.   | Laurens De Plus   | BEL    | Ineos Grenadiers        | + 2:04 min |
| 06.   | Alexander Wlassow | RUS    | Bora-hansgrohe          | + 2:06 min |
| 07.   | Remco Evenepoel   | BEL    | Soudal Quick-Step       | + 2:25 min |
| 08.   | Giulio Ciccone    | ITA    | Lidl-Trek               | + 2:54 min |
| 09.   | Oier Lazkano      | ESP    | Movistar Team           | "          |
| 10.   | Mikel Landa       | ESP    | Soudal Quick-Step       | + 4:13 min |

## Vergabe der UCI-Punkte
Das Critérium du Dauphiné war Teil der UCI WorldTour 2024. Während des Rennens wurden UCI-Punkte vergeben, die sich auf die Platzierung der Fahrer und Mannschaften im UCI-Ranking auswirken. Die Punktevergabe erfolgte nach folgendem Schlüssel:
| Platzierung    | 1.  | 2.  | 3.  | 4.  | 5.  | 6.  | 7.  | 8.  | 9.  | 10. | Anmerkung                               |
| -------------- | --- | --- | --- | --- | --- | --- | --- | --- | --- | --- | --------------------------------------- |
| Gesamtwertung  | 500 | 400 | 325 | 275 | 225 | 175 | 150 | 125 | 100 | 85  | gestaffelt bis zum 60. Platz (3 Punkte) |
| Punktewertung  | 10  | —   | —   | —   | —   | —   | —   | —   | —   | —   |                                         |
| Bergwertung    | 10  | —   | —   | —   | —   | —   | —   | —   | —   | —   |                                         |
| Etappenwertung | 60  | 40  | 30  | 25  | 20  | 15  | 10  | 8   | 5   | 2   |                                         |
| Führung        | 10  | —   | —   | —   | —   | —   | —   | —   | —   | —   | Gesamtführender nach jeder Etappe       |

## Wertungen im Verlauf
| Etappe         | Etappensieger       | Gesamtwertung       | Sprintwertung       | Bergwertung       | Nachwuchswertung | Teamwertung      | aktivster Fahrer  |
| -------------- | ------------------- | ------------------- | ------------------- | ----------------- | ---------------- | ---------------- | ----------------- |
| 1              | Mads Pedersen       | Mads Pedersen       | Mads Pedersen       | Mark Donovan      | Hugo Page        | Arkéa-B&B Hotels | Mark Donovan      |
| 2              | Magnus Cort Nielsen | Magnus Cort Nielsen | Magnus Cort Nielsen | Mathis Le Berre   | Matteo Jorgenson | Movistar Team    | Bruno Armirail    |
| 3              | Derek Gee           | Derek Gee           | Giulio Ciccone      | Mathis Le Berre   | Romain Grégoire  | Movistar Team    | Nicolas Prodhomme |
| 4              | Remco Evenepoel     | Remco Evenepoel     | Primož Roglič       | Mathis Le Berre   | Remco Evenepoel  | Bora-hansgrohe   | nicht vergeben    |
| 5              | neutralisiert       | Remco Evenepoel     | Primož Roglič       | Mathis Le Berre   | Remco Evenepoel  | Bora-hansgrohe   | Tobias Bayer      |
| 6              | Primož Roglič       | Primož Roglič       | Primož Roglič       | Mathis Le Berre   | Remco Evenepoel  | Bora-hansgrohe   | Romain Grégoire   |
| 7              | Primož Roglič       | Primož Roglič       | Primož Roglič       | Primož Roglič     | Matteo Jorgenson | Bora-hansgrohe   | Marc Soler        |
| 8              | Carlos Rodríguez    | Primož Roglič       | Primož Roglič       | Lorenzo Fortunato | Matteo Jorgenson | Bora-hansgrohe   | Guillaume Martin  |
| Wertungssieger | Wertungssieger      | Primož Roglič       | Primož Roglič       | Lorenzo Fortunato | Matteo Jorgenson | Bora-hansgrohe   | nicht vergeben    |